# José Rivas Zeballos
José Rivas Zevallos (Pisco, 19 de agosto de 1989) es un futbolista peruano. Juega como mediocentro y su equipo actual es Santos de la Liga 2 de Perú. Tiene 35 años.

## Trayectoria
Rivas, conocido como el 'Mudo', jugaba en un modesto club de Pisco cuando los dirigentes de la Comisión de Menores de Alianza Lima lo incorporaron al cuadro blanquiazul en el 2001. En Matute fue dirigido, entre otros, por el ex mundialista Jaime Duarte y por Arturo Balazar. Integró dos selecciones juveniles, la Sub-15 y Sub-17, bajo el mando del argentino José Luis Pavoni, quien lo marginó del mundial de la categoría que se desarrolló en el Perú en el 2005, veinte días antes del inicio de la competencia.
En agosto del 2007, tras desechar un contrato profesional de Alianza Lima y un frustrado pase al Tondela portugués, un grupo de empresarios argentinos lo llevó al Rio Ave de la Segunda División de Portugal. Sin embargo, no pudo actuar con dicho equipo por problemas con su pase internacional. En enero de 2008, fue reincorporado a la disciplina del conjunto de La Victoria. Al año siguiente, fue cedido a préstamo al Alianza Atlético, equipo con el que disputó la Copa Sudamericana 2009. Luego regresó a Alianza tras tener una buena temporada con el equipo sullanense.
En el 2014 marcó el mejor gol de la Segunda División Peruana. Luego de un paso por Sport Victoria de Ica, volvió a Alianza Universidad, club con el que ascendió a la Primera División del Perú.

## Clubes
| Club                | País     | Año       |
| ------------------- | -------- | --------- |
| Alianza Lima        | Perú     | 2006-2007 |
| Rio Ave             | Portugal | 2007      |
| Alianza Lima        | Perú     | 2008      |
| Alianza Atlético    | Perú     | 2009      |
| Alianza Lima        | Perú     | 2010      |
| Alianza Atlético    | Perú     | 2011      |
| Unión Comercio      | Perú     | 2012-2013 |
| Alianza Universidad | Perú     | 2014-2015 |
| Sport Victoria      | Perú     | 2016      |
| Alianza Universidad | Perú     | 2017-2020 |
| Santos F.C.         | Perú     | 2021-Act. |

## Palmarés

### Distinciones individuales
| Distinción                                                                             | Año  |
| -------------------------------------------------------------------------------------- | ---- |
| Mejor Gol (Fecha 13) Segunda División del Perú                                         | 2014 |
| Incluido en el equipo ideal de la Copa Perú según el portal periodístico DeChalaca.com | 2018 |